# Буйе, Франсуа Клод де
Франсуа́ Клод Аму́р де Шарио́ль, маркиз де Буйе́ (фр. François Claude Amour du Chariol, marquis de Bouillé, [буйэ]; 19 ноября 1739, Q2240545?, Saint-Eble — 14 ноября 1800, Лондон) — французский генерал, готовивший бегство Людовика XVI и интервенцию против революционной Франции.

## Биография
Родился 19 ноября 1739 года в родовом замке Клюзель. Рано потеряв родителей, воспитывался дядей, который занимал высокую должность при Людовике XV. После завершения учёбы в иезуитской коллегии поступил офицером в полк драгун. Отличился в Семилетней войне, особенно в битве при Грюнберге.
В 1768 году был назначен губернатором Гваделупы, откуда в мае 1777 года был переведён в качестве наместника на Мартинику. Во время войны за американскую независимость с успехом оборонял Антильские острова от англичан. По возвращении во Францию получил звание генерал-лейтенанта.
Будучи губернатором Эльзаса и Франш-Конте, он употреблял все зависящие от него меры для подавления разгоравшейся революции, жестоко усмирил восставший гарнизон Нанси (1790), подготовил всё к бегству Людовика XVI и к вторжению во Францию русской армии, обещанному Екатериной II (1791). Вызывал ненависть патриотов (в связи с чем упомянут в пятом куплете «Марсельезы»), но королевская семья надеялась на Буйе как на своего спасителя.
Буйе руководил организацией побега короля 20 июня 1791 года, конвоировал сундуки с королевскими драгоценностями в цитадель Монмеди. После провала бегства королевской семьи в Варенн был обвинён в измене декретом Национального собрания и эмигрировал в Кобленц, где вступил в армию принца Кондe. Тщетно хлопотал при дворах европейских монархов о выдаче короля, после его казни уехал в Англию. Был похоронен у старинной церкви Святого Панкратия, в 1866 г. перезахоронен на кладбище Монмартр.
Маркиз де Буйе оставил мемуарное сочинение, озаглавленное «Mémoires sur la Révolution française, depuis son origine jusqu’à la retraite du duc de Brunswick» и изданное посмертно в Париже в 1801 году.